# Jüdischer Friedhof (Rosdorf)

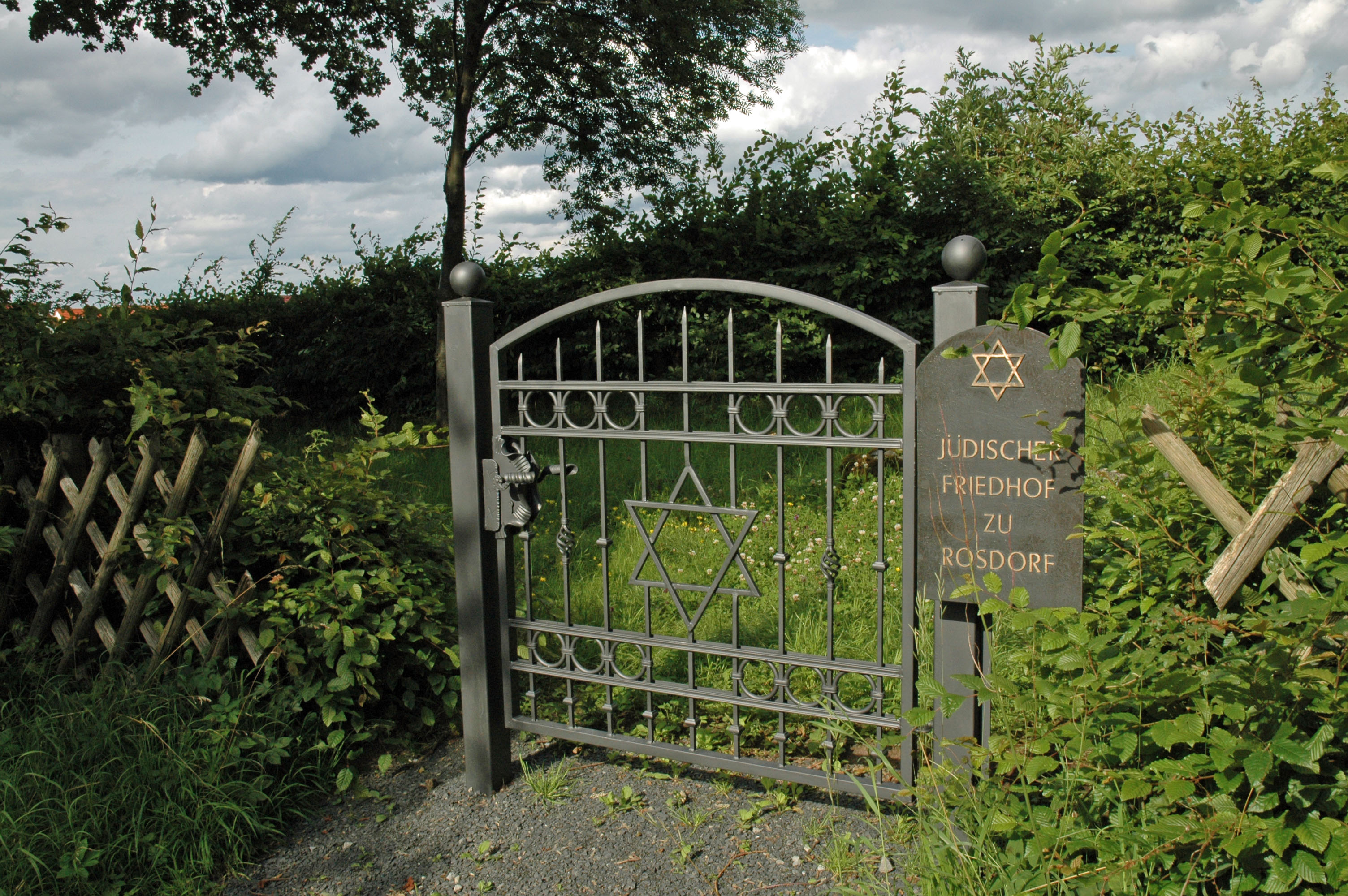
Der jüdische Friedhof Rosdorf befindet sich am Fuße des Wartberges.

Der Jüdische Friedhof Rosdorf ist ein jüdischer Friedhof in der Einheitsgemeinde Rosdorf im niedersächsischen Landkreis Göttingen. Der Friedhof, auf dem keine Grabsteine mehr erhalten sind, befindet sich an der Kreisstraße 29 zwischen Rosdorf und Obernjesa am westlichen Fuß des 197 Meter hohen Wartbergs. 
Der 340 m² große Friedhof wurde 1728 angelegt.
Dort ist mindestens ein ehemaliger Zwangsarbeiter begraben, der bei der Befreiung im April 1945 starb. Seit 1985 befindet sich auf dem Friedhof eine Gedenktafel für die Opfer des NS-Regimes.